# Ялгир, Пётр Алексеевич
Пётр Алексеевич Ялгир (по паспорту Тихонов; 19 февраля 1922, деревня Мочковаши, Чувашская АО — 16 декабря 2006, Чебоксары) — чувашский писатель, поэт и драматург.
Заслуженный работник культуры ЧР, Заслуженный деятель музыкального общества РФ.

## Биография
Петр Алексеевич родился 19 февраля 1922 года в деревне Мочковаши. После окончания сельской неполной средней школы учился в Канашском педучилище, Ленинградском артучилище, Московском литинституте, Чебоксарском университете марксизма-ленинизма.
С 1940 г. работал литературным сотрудником, ответственным секретарём в Красночетайской районной газете. В 1980 году переехал в Чебоксары. Работал собкором Чувашрадио, директором бюро пропаганды Союза писателей.
На стихи Ялгира сложено более 250 песен. У него есть эпохальные произведения: драма «Шальной дождь» о Гражданской войне, пьеса «Хрисан Степанов» — о 30-х годах, пьеса «Огненные рейсы» — о Великой Отечественной войне, поэма «Притяжение» — о современной жизни.
Пётр Ялгир издал «Энциклопедию чувашской литературы», «Литературный мир Чувашии» (2005), создал антологию малоизвестных поэтов 1920-1940-х годов «Забытые, но незабвенные».